# Sant Casimir
Sant Casimir, en polonès Kazimierz i en lituà Kazimieras, (Cracòvia, 3 d'octubre de 1458 - Hrodna, 4 de març de 1484) va ser un príncep polonès, hereu de la corona reial de Polònia i del Gran Ducat de Lituània, on va governar. És venerat com a sant per l'Església catòlica i sant patró de Lituània.

## Biografia
Va néixer al Wawel, el palau reial de Cracòvia, i era nebot de Ladislau II de Polònia i segon fill del rei Casimir IV de Polònia i de la reina Elisabet d'Àustria i Luxemburg. Als nou anys, va començar a rebre educació de Jan Długosz i Filippo Buonaccorsi (conegut com a Callimachus). Als tretze anys, els rebels hongaresos contraris al rei Maties Corví li oferiren el tron d'Hongria. Casimir, que hi veia l'oportunitat de lluitar contra els turc en defensa de la cristiandat, acceptà i anà a Hongria per ser-hi coronat. Podia adduir que era nebot de Ladislau III, rei de Polònia i d'Hongria, mort en batalla el 1444. El cop d'estat, però, no va tenir èxit i Casimir tornà a Polònia.
El seu pare va començar llavors a formar-lo en política, perquè conegués el funcionament de la confederació de Polònia i Lituània. Quan el seu germà Ladislau va ser coronat rei de Bohèmia, Casimir esdevingué hereu de les corones polonesa i lituana. En 1479 el rei Casimir IV va marxar a Lituània, on romangué cinc anys, deixant el seu fill a càrrec del govern de Polònia.
Entre 1481 i 1483 va administrar el regne amb saviesa i justícia. El rei, mentrestant, va mirar d'arranjar un matrimoni entre el príncep i la filla de Frederic III del Sacre Imperi Romanogermànic, però Casimir, molt religiós i tendent a la vida de perfecció cristiana, va preferir de mantenir-se cast. Precisament, l'excés de dejunis i mortificacions que s'infligia, a causa de la seva devoció, va afectar la seva salut, provocant-li una tuberculosi de la qual no es recuperà mai. El 1484, durant un viatge a Lituània, moria a Hrodna (Belarús).
Les seves restes van ser sebollides a Vilnius, on es veneren a la capella de Casimir de la catedral.

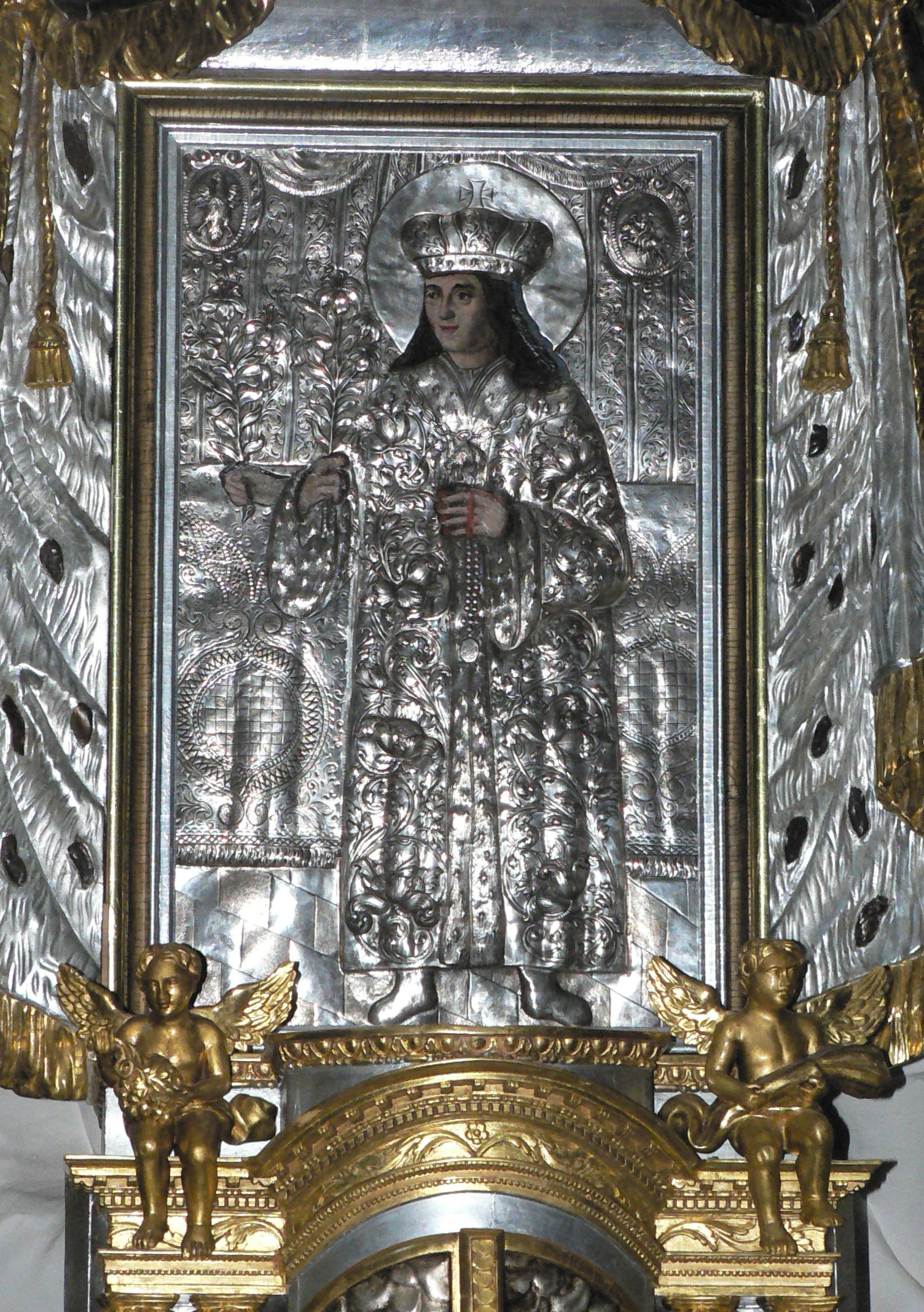
Icona del sant a la capella de S. Casimir (Catedral de Vilnius)
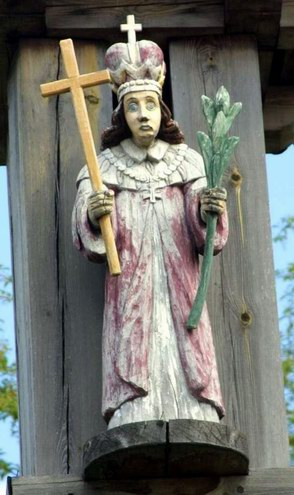
Talla popular del sant, a Merkine
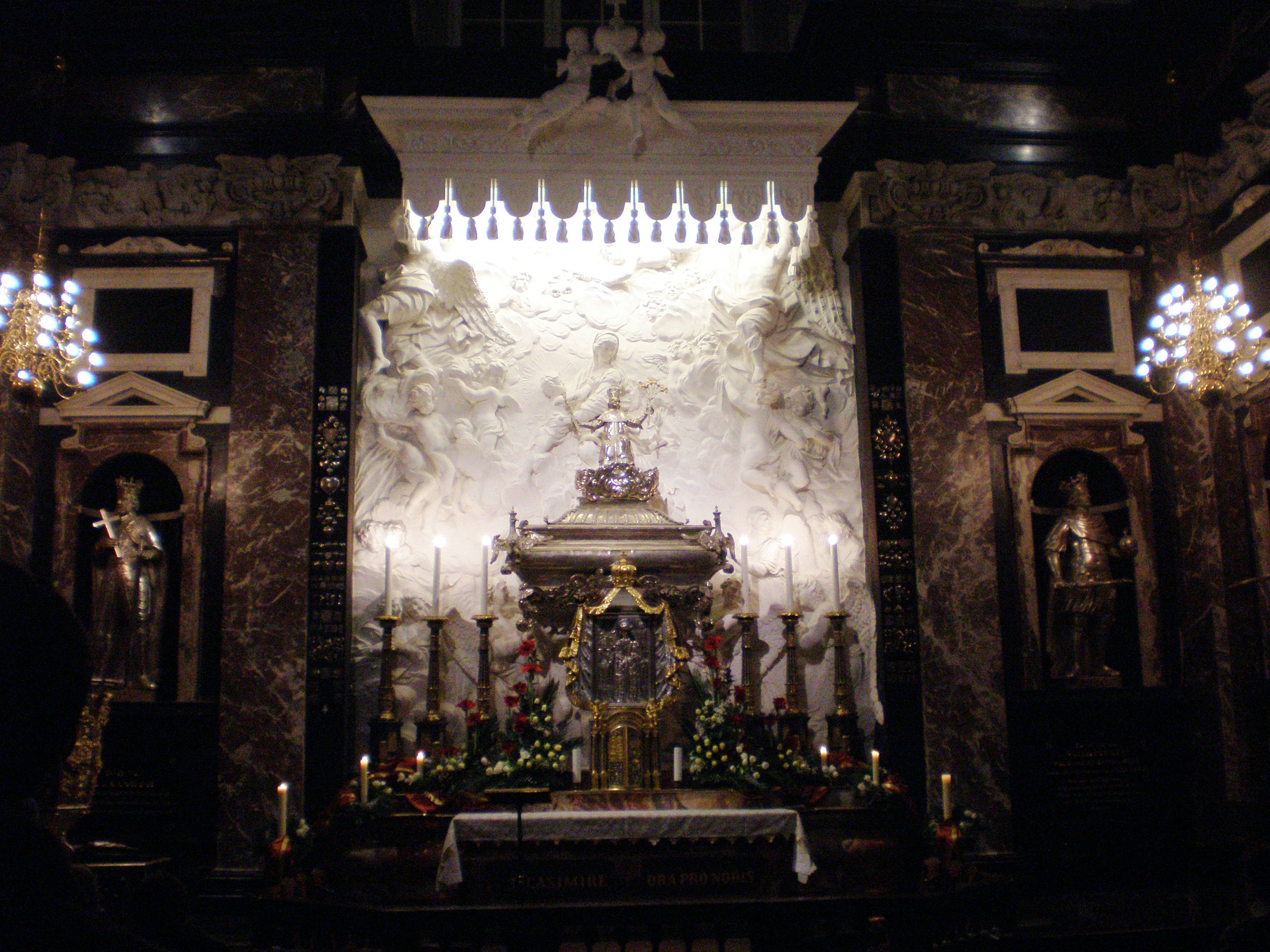
Capella i sepulcre de S. Casimir (Catedral de Vilnius), s. XVII

## Veneració

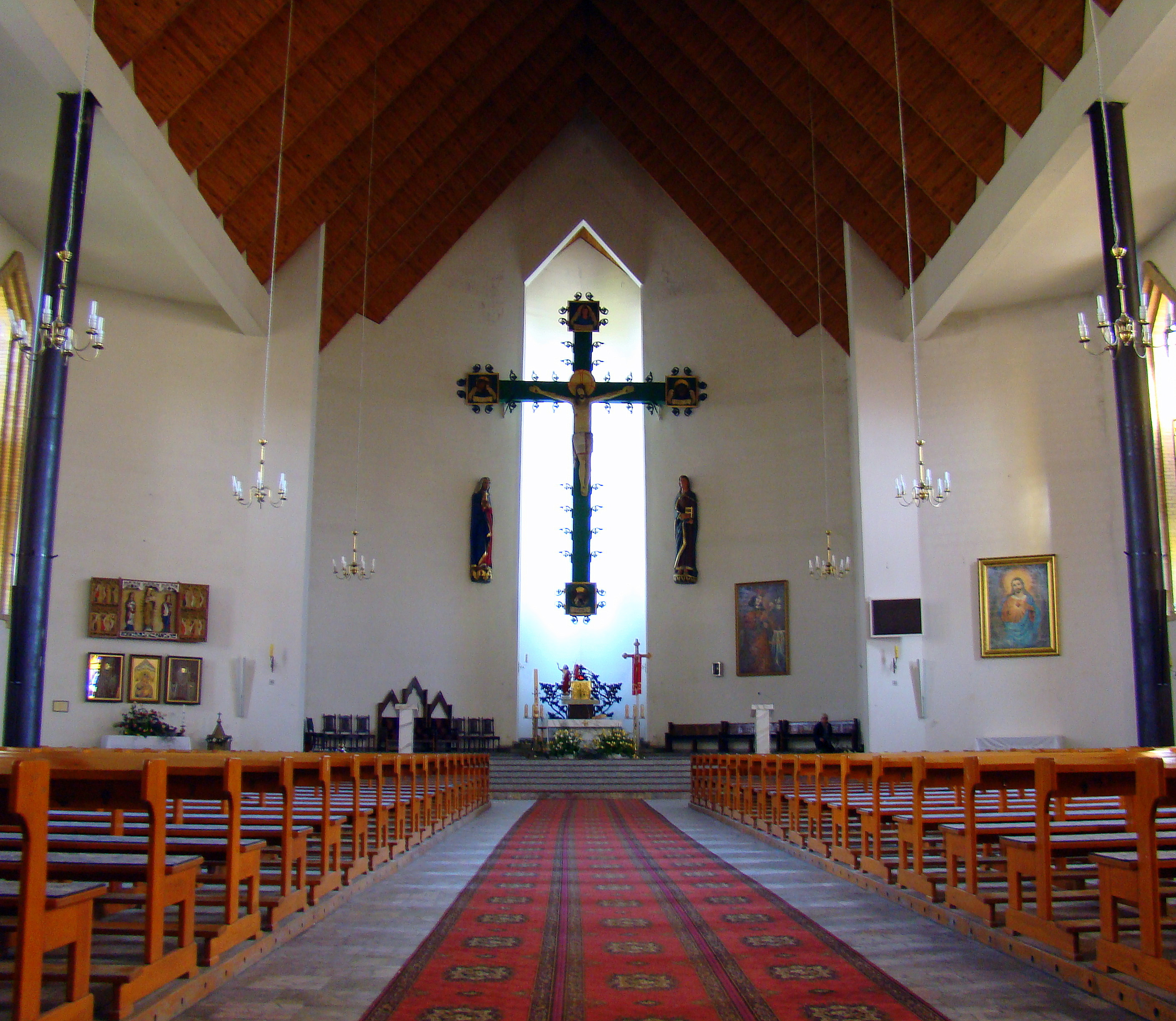
Església de Sant Casimir a Police, Polònia

El procés de canonització començà el 1517, promogut pel bisbe Albert de Vilnus i el rei Segimon I de Polònia. Segons una llegenda sense fonament històric, la documentació relativa al cas va ser enviada al papa Lleó X, qui l'hauria canonitzat en 1521: no obstant això, ni la documentació ni les actes d'aquesta suposada pujada als altars han aparegut mai.
Zaccaria Ferreri, instructor de la causa, escrigué una Vita beati Casimiri confessoris on el príncep és presentat com a model per als habitants de Lituània, on feia poc que el cristianisme d'estava consolidant: l'avi del príncep en va ser el primer gran duc que es va convertir al cristianisme.
En 1602 Climent VIII aprovà el culte del sant, canonitzant-lo. El 1621 Pau V afegí la festa del sant al breviari i en 1636 Urbà VIII el proclamà patró de Lituània. El 1948 Pius XII el proclamà també patró especial dels joves.

### Llegendes
Sovint, el sant és representat amb dues mans dretes i una esquerra. Diu la llegenda que el pintor que en pintava el retrat havia pintat una mà dreta sostenint un lliri però va voler corregir-la, pintant-ne una altra. Quan va voler esborrar la primera, no va poder fer-ho: cada cop que ho feia o que pintava a sobre, la mà original tornava a aparèixer. Per això, la icona té tres mans.